# Marko Milošević (ur. 1991)
Marko Milošević (serb. cyr. Марко Милошевић; ur. 7 lutego 1991 w Belgradzie) – serbski piłkarz występujący na pozycji bramkarza w kazaskim klubie FK Astana.